# Thomas Reeh
Thomas Reeh (* 15. November 1875 in Andau; † 13. Jänner 1949 ebenda) war ein österreichischer Landwirt und Politiker (CS). Er war Abgeordneter zum Burgenländischen Landtag.

## Leben
Reeh wurde als Sohn des Landwirts Thomas Reeh aus Andau geboren. Er besuchte die Volksschule und war in der Folge als Landwirt tätig.
Reeh war verheiratet.

## Auszeichnungen
- 1931 wurde Reeh der Berufstitel Ökonomierat verliehen.

## Politik
Reeh engagierte sich in der Christlichsozialen Partei und wurde in den Burgenländischen Landtag gewählt. Er wurde am 20. Mai 1927 als Abgeordneter im Landtag angelobt und vertrat die Christlichsoziale Partei bis zum 5. Dezember 1930 in diesem Gremium.